# Аксиньино (Одинцовский район)
Аксиньино — село в Одинцовском городском округе Московской области России. Расположено на левом берегу реки Москвы.

## История
Первое упоминание Аксиньина относится к 1448 году. Тогда московский боярин Игнатий Васильевич Минин передал «на помин души» село Оксиньинское митрополиту Ионе. В грамоте Игнатий называл село «вотчиной», что по всей видимости означает, что село существовало ещё в начале века и принадлежало его отцу Василию Дмитриевичу.
В середине XVII века село Аксиньино, расположенное на дороге из Москвы в Звенигород, оказалось удобным местом для остановки царя Алексея Михайловича на пути в любимый им Саввино-Сторожевский монастырь. Видимо, поэтому село перешло во владение монастыря. При Екатерине II село стало «экономическим» и вошло в Нахабинскую волость.
Село было центром Аксиньинской волости.
В 1926 году в Аксиньине было 783 жителя в 155 дворах. Большинство из них занимались крестьянским трудом. В селе располагались: сельсовет, изба-читальня, школа I ступени,  мелиоративное и кооперативное товарищества. Село было центром Аксиньинского сельсовета Ивано-Шнырёвской волости. 
Наивысшего развития село достигло в 1930-е годы. 
Осенью 1941 года Аксиньино попало на линию фронта, немецко-фашистские оккупанты рвались к Москве. У села им противостояли части 144-й стрелковой дивизии. С этих рубежей началось зимнее контрнаступление советских войск, отогнавших неприятеля от столицы СССР.
В послевоенные годы начался отток населения в Москву.
В 1994—2002 годах — центр Аксиньинского сельского округа, в 2006—2019 годах — село сельского поселения Ершовское Одинцовского района.

## Население
| 1678 | 1852 | 1890 | 1926 | 1989 | 2002 | 2006 |
| ---- | ---- | ---- | ---- | ---- | ---- | ---- |
| 136  | ↗645 | ↗695 | ↗783 | ↘102 | ↘55  | →55  |
| 2010 |      |      |      |      |      |      |
| ↗159 |      |      |      |      |      |      |

## Достопримечательности
- В селе Аксиньино расположена церковь Николая Чудотворца. Она была построена в 1865—1874 годах в традициях русского храмового зодчества XVII века (русский стиль), предположительно по проекту архитектора В. О. Грудзина[10][11]. Была закрыта в 1937 году, сильно повреждена, возрождена в 1990 году. Приделы церкви: Троицкий (ныне Никольский), Никольский (ныне Троицкий), Покровский[12].

- Памятник 5-й армии и народному ополчению[13].

- На местном Аксиньинском кладбище похоронены многие известные деятели российской культуры[14][15][16].